# 一般型車輛 (日本鐵路)
一般型車輛（日语：一般形車両）是日本對於鐵路車輛所定義的一種分類。一般型車輛原本是為了與優等列車和通常擁有特別車名、以及針對運行路線客製化使用車輛的特急型車輛與急行型車輛作區隔而制訂，但之後逐漸轉變意義，變成為了與一般用於普通車用途的柴聯車與無動力客車作區隔的分類方式。

## JR東日本
由日本國鐵分割而出的東日本旅客鐵道（JR東日本）與其他幾家同為JR集團成員的鐵路公司同樣，成立初期原本都是沿用日本國鐵時代的車輛與分類方式。但是2000年時JR東日本首度將自行開發的E231系車輛實際投入營運，成為該公司第一款一般型車輛。
這個列車的區分是JR東日本對「近郊型電聯車和通勤型電力動車組的融合形態」的說明，理由則如下：
- 在使用近郊型列車的路線中，因應由於上下班繁忙時間使用者的劇增所造成的經常性延誤，近郊列車本身改用長座椅車廂所組成的機會亦相應增加。同時，列車受所使用的車站月台長度所影響，不能夠通過增加列車的車廂提升列車的負載客量。
- 在使用通勤型列車的路線中，在一般的列車長度編定的情況下，通勤型電車使用的列車車長較近郊型電車更短，因而未能用作增加乘客負載能力。
- 同時間，因為經過多年的運作而需要更替，兩者的設計需要融合，使開發的成本得以降低。

因此，同時擁有通勤型和近郊型的E231系便以一般型電力動車組為分類，以與近郊型電力動車組和通勤型電力動車組所區別。
促使這種區分的原因，是因為JR東日本所位處的首都圈所帶來的巨大市場。
同時，JR東日本在東北地方使用E721系電車作為普通列車的為數亦相近。這一點，使該公司的交流電氣化區間流動人口不太高的線區之中，中距離電車與通勤電車之間的區別被普遍認為變得曖昧。

## 其他業者
另一方面，日本其他各個JR公司亦沒有同類的混亂線區，而只是單純只有對普通列車運輸所提供的電車。舉例說，西日本旅客鐵道只在小濱線和加古川線投入125系。